# Jacques Dumas (architecte)
Pour les articles homonymes, voir Jacques Dumas. Pour les autres personnes portant ce nom, voir Dumas.
 (janvier 2022).
Jacques Dumas, fils de Fernand Dumas, né en 1930 et mort à Lausanne le 23 juin 2015, est un architecte actif notamment dans le canton de Vaud en Suisse.

## Biographie
Jacques Dumas suit une formation à l’École polytechnique fédérale de Lausanne puis chez l’architecte Frédéric Brugger. Il s’installe à son compte en 1959 et se trouve rapidement chargé de la construction du Centre universitaire catholique (CUC) de Lausanne au Boulevard de Grancy (1959-1962). D’emblée, par sa conception générale, Dumas inscrit cette réalisation dans la filiation de Le Corbusier. Dans le même esprit il élève par la suite la chapelle du Servan (1962), à Lausanne, celle de Granges-près-Marnand (1963), l’école du Riolet à Lausanne (1964), la chapelle de Cheiry (1967), ou encore un immeuble d’habitation et commerce au Boulevard de Grancy 19, à Lausanne (1968).
Dès les années 1965, Jacques Dumas s’intéresse particulièrement à la construction d’écoles dans le cadre du Centre de rationalisation et d’organisation des constructions scolaires (CROCS). Il signe ainsi, en collaboration avec d’autres architectes, les groupes scolaires d’Aigle (1971), de la Vallée de la Jeunesse à Lausanne (1972), de Domdidier (1973), de Romont (1974), et d’Echallens (1977).
En 1972, Jacques Dumas s’associe à Serge Pittet, au sein du Bureau Plarel. À cette époque, sa production trahit l’influence de Ludwig Mies van der Rohe avec le recours, en plan, à une trame modulaire et avec l’usage intensif du verre et du métal. Ainsi, dans un bâtiment administratif au Mont-sur-Lausanne (1973), à l’Usine de traitement des Eaux, de Lutry (1974), ou à l’École hôtelière de Lausanne (1975).
Enfin, dans la dernière partie de sa carrière, Jacques Dumas fait beaucoup appel au béton armé, dans la filiation de Louis Kahn. Son ouvrage le plus remarquable est le Bâtiment des facultés des sciences humaines II, (BFSH II), aujourd’hui Anthropole de l’Université de Lausanne conçu en association avec Mario Bevilacqua et Jean-Luc Thibaud entre janvier 1984 et octobre 1987.